# Ventura County Fusion Soccer Club
I Ventura County Fusion Soccer Club sono un club calcistico statunitense fondato nel 2006.
La squadra partecipa alla USL League Two (USL2) e gioca le gare interne al Bulldog Stadium di Ventura, una cittadina nel sud della California.

## Storia
I Fusion disputano il loro primo campionato nel 2007.
La gara d'esordio si gioca il 28 aprile 2007 e vede la vittoria del club di Ventura per 2-1 contro i Lancaster Rattlers. Nelle successive cinque gare, i Fusion vincono per quattro volte, volando ben presto in vetta alla classifica.
Una lunga serie di infortuni finisce però con l'indebolire la squadra, che comincia a perdere rapidamente posizioni in campionato. A due gare dal termine della regular season i Fusion hanno bisogno di tre punti per entrare nei play-off, ma riusciranno ad ottenere solamente due pareggi: uno spettacolare 3-3 con i Southern California Seahorses e uno 0-0 contro i Los Angeles Storm. La stagione d'esordio, chiusa al quarto posto in classifica, nel complesso è comunque stata positiva per il neonato club.
Mark Draycott, attaccante inglese, è stato capocannoniere della squadra con 10 reti.

## Ex giocatori della squadra poi passati al professionismo
- Jean Alexandre
- Brad Rusin
- Moi Gómez
- Chris Pontius
- Eric Avila
- Michael Farfan
- Chance Myers
- Gyasi Zardes
- Brian Rowe
- Abu Danladi
- Nick DePuy
- Daniel Steres
- Brandon Vincent
- Tony Alfaro

## Risultati anno per anno
| Anno | Divisione | League  | Reg. Season  | Playoff         | Open Cup        |
| ---- | --------- | ------- | ------------ | --------------- | --------------- |
| 2007 | 4         | USL PDL | 4° Southwest | Non qualificato | Non qualificato |

## Palmarès

### Competizioni nazionali
- United Soccer Leagues Premier Development League: 1

2009
- USL League Two: 1

2022